# Oclusiva labio-alveolar eyectiva
La oclusiva labial-alveolar eyectiva es un tipo de sonido consonántico no pulmonar utilizado en algunos idiomas hablados. Es una [t] y una [p] pronunciadas simultáneamente y como una consonante eyectiva. El símbolo en el Alfabeto Fonético Internacional que representa este sonido es el de una oclusiva labio-alveolar sorda ⟨t͡p⟩ pero con el apóstrofo modificador que tienen todas las Consonantes eyectivas.

## Características
- Su modo de articulación es oclusiva , lo que significa que se produce obstruyendo el flujo de aire en el tracto vocal. Dado que la consonante también es oral, sin salida nasal , el flujo de aire se bloquea por completo y la consonante es oclusiva.
- Su punto de articulación es labio-alveolar, lo que significa que se articula simultáneamente con la parte anterior de la lengua contra el reborde alveolar y los labios .
- Su fonación es sorda, lo que significa que se produce sin vibraciones de las cuerdas vocales.
- Es una consonante oral, lo que significa que el aire puede escapar únicamente por la boca.
- Es una consonante central, lo que significa que se produce dirigiendo la corriente de aire a lo largo del centro de la lengua, en lugar de hacia los lados.
- El mecanismo de la corriente de aire es eyectivo (egresivo glotálico), lo que significa que el aire se expulsa bombeando la glotis hacia arriba.

## Ocurre en
| Idioma  | Palabra               | AFI                   | Significado           | Notas                                                                   |
| ------- | --------------------- | --------------------- | --------------------- | ----------------------------------------------------------------------- |
| Abjasio | [ ejemplo requerido ] | [ ejemplo requerido ] | [ ejemplo requerido ] | En variación libre con [tʷʼ]; contrasta /t͡pʰ, d͡b, t͡pʼ/.                 |
| Ubijé   | [ ejemplo requerido ] | [ ejemplo requerido ] | [ ejemplo requerido ] | Estaba en variación libre con [tʷʼ] y [t͡ʙ̥ʼ]; contrastado /t͡p, d͡b, t͡pʼ/. |